# De bruiloft (eenakter)
De bruiloft (Russisch: Сва́дьба) is een eenakter van Anton Tsjechov, die hij eind oktober 1889 schreef. De première vond plaats op 28 november 1900 in het kader van een Tsjechovavond in de Jachtclub in Moskou. Bij die gelegenheid werden ook drie van zijn andere vaudeville-stukken gespeeld, te weten De beer, Het aanzoek en Het jubileum. De eenakter moet niet worden verward met het gelijknamige verhaal uit 1887.

## Synopsis
Tijdens de voorbereidingen van het bruiloftsmaal wordt de moeder van de bruid achtervolgd door een zelfverzekerde bruidegom en probeert een gewiekste verzekeringsagent haar een poot uit te draaien ten koste van een nietsvermoedende kapitein-luitenant.

## Personages
Jevdokim Zacharovitsj Zjigalov (Евдоким Захарович Жигалов)
Gepensioneerde collegeregistrator
Nastasja Timofejevna (Настасья Тимофеевна)
Zijn echtgenote
Dasjenka (Дашенька)
Hun dochter
Epaminond Maksimovitsj Aplombov (Эпаминонд Максимович Апломбов)
Haar bruidegom
Fjodor Jakovlevitsj Reboenov-Karaoelov (Фёдор Яковлевич Ревунов-Караулов)
Kapitein-luitenant-ter-zee buiten dienst (капитан 2-го ранга)
Andrej Andrejevitsj Njoenin (Андрей Андреевич Нюнин)
Verzekeringsagent
Anna Martynovna Zmejoekina (Анна Мартыновна Змеюкина)
Dertigjarige vroedvrouw in een karmozijnrode jurk
Ivan Michajlovitsj Jat (Иван Михайлович Ять)
Telegrafist
Charlampi Spiridonovitsj Dymba (Харлампий Спиридонович Дымба)
Griekse banketbakker
Dmitri Stepanovitsj Mozgovoj (Дмитрий Степанович Мозговой)
Matroos van de Vrijwillige Vloot
Bruidsjonkers, vrienden, bedienden en anderen (Шафера, кавалеры, лакеи и проч)

## Achtergrond
De eenakter is gebaseerd op twee korte verhalen die Tsjechov in 1884 schreef, te weten Bruiloft met een generaal (Свадьба с генералом) en Een huwelijk uit berekening (Брак по расчёту). Tsjechov liet zich inspireren door de uitbundige feestelijkheden die in 1885 plaatsvonden in het appartement in Moskou dat boven zijn toenmalige woning lag en speciaal voor dergelijke gelegenheden werd verhuurd. In 1881 had hij al de satirische schets Het bruiloftsseizoen (Свадебный сезон) geschreven, een soort stripverhaal met tekeningen van Antons broer Nikolaj, waarin hij zijn ervaringen op een bruiloft in zijn geboorteplaats Taganrog had verwerkt, wat hem door het thuisfront niet in dank werd afgenomen.

## Nederlandse vertalingen
- Charles B. Timmer: Anton P. Tsjechow, Verzamelde werken VI. Toneel, Amsterdam, G.A. van Oorschot, 1956, p. 595
- Marja Wiebes & Yolanda Bloemen: A.P. Tsjechov, Verzamelde Werken VI. Toneel, Amsterdam, G.A. van Oorschot, 2013, p. 315